# Yinhe (köpinghuvudort i Kina, Jiangxi Sheng, lat 27,70, long 114,12)
Yinhe är en köpinghuvudort i Kina. Den ligger i provinsen Jiangxi, i den sydöstra delen av landet, omkring 200 kilometer sydväst om provinshuvudstaden Nanchang. Antalet invånare är 36 956. Befolkningen består av 18 302 kvinnor och 18 654 män. Barn under 15 år utgör 25,0 %, vuxna 15-64 år 65 %, och äldre över 65 år 8,0 %.
Runt Yinhe är det tätbefolkat, med 286 invånare per kvadratkilometer. Närmaste större samhälle är Xicun, 11,6 km nordost om Yinhe. Trakten runt Yinhe består till största delen av jordbruksmark.
Genomsnittlig årsnederbörd är 2 270 millimeter. Den regnigaste månaden är maj, med i genomsnitt 375 mm nederbörd, och den torraste är oktober, med 33 mm nederbörd.